# Црква Светог Николе у Остружници
Црква Светог Николе у Остружници, насељеном месту на територији Градске општине Чукарица, подигнута је у периоду од 1831. до 1833. године. Представља непокретно културно добро као споменик културе.
Налази се на адреси Љубе Ранковића бр. 33.

## Историјат
Црква Светог Николе у Остружници подигнута је 1833. године. Ктитор цркве био је кнез Милош, који је цркву саградио о свом трошку. Грађена је између 1831. и 1833. У време када је завршена у црквеној порти налазиле су се и стара и нова остружничка црква. Стара црква брвнара, каква се у народу називала „шиндралија", налазила се на том месту од краја 18. века.
Црква је сазидана на брежуљку у средишту насеља, на раскрсници путева, на месту где је одржана Прва народна скупштина за време Првог српског устанка, коју је сазвао Карађорђе. Ова црква је имала изузетно место у животу села и целог краја. Ту се окупљао народ ради договарања и организовања борбе за ослобођење Србије од Турака. Један од народних вођа у овој борби био је и протопоп Марко из Остружнице, који се спомиње и у народној песми „Почетак буне против дахија”.
У црквеној порти налази се и старо гробље, на коме је сахрањен кнез Никола Станковић, кнез посавски, члан Народне канцеларије, члан Суда београдског и главни капетан Кнеза Милоша.
- Гроб кнеза Николе у црквеној порти
- Спомен-табла на зиду цркве, поред гроба кнеза Николе

## Изглед
Црква у Остружници је посвећена Светом Николи. Подигнута је као једнобродна грађевина са полукружном апсидом. Сазидана од камена и има све типичне одлике храмова које су подизане у Србији у доба обнове српске државе кнеза Милоша.
Иконостас је радио познати иконописац Ристо Николић. Посебну вредност представља фонд покретних предмета - иконе, старе црквене и профане књиге из 18. и 19. века, архива и остали инвентар из 19. века.
Звоник, саграђен почетком 20. века, задужбина је Косте Јанића, богатог трговца и његове супруге Софије чији су се дућани и кафана сачували до данас и такође се налазе међу знаменитостима Остружнице, заштићени као непокретна културна добра.

## Галерија слика
- Унутрашњост цркве
- Звоник
- Улаз у црквену порту
- Старо гробље
- Гроб кнеза Николе Станковића